# Осока вздутоплодная
Осока вздутоплодная, или Осока вздутая (лат. Carex physodes), — вид травянистых растений рода Осока (Carex) семейства Осоковые (Cyperaceae).

## Ботаническое описание
Многолетнее травянистое растение. Корневище ползучее, на конце поднимающееся, тонко-шнуровидное с длинными побегами. Стебли 7—30 см высотой, прямые, тонкие, 0,5—1 мм толщиной, цилиндрические, лишь в верхней части тупоугольные, гладкие, при основании толстые (5—10 мм толщиной), одетые коричнево-серыми длинными (4—6 см длиной) отмершими листовыми влагалищами. Листья во время цветения длиннее, а при созревании плодов почти наполовину короче стебля, обычно изогнутые, серовато-зелёные, вдоль свёрнутые узкие, 0,5—1 мм шириной, редко отчасти развёрнутые и плоские и тогда до 2,5 мм шириной, по краям с мелкими тонкими шипиками.
Колоски с мужскими цветками в верхней части, в числе 3—6 скучены в довольно плотную, продолговатую или продолговато-яйцевидную головку 1,5—2,5 см длиной. Прицветные чешуйки при женских цветках яйцевидные или яйцевидно-ланцетовидные, острые, бурые, с широкими беловато-плёнчатыми краями. Мешочки вначале равны или даже короче чешуек, затем сильно разрастаются до 10—20 мм длиной и 5—10 мм шириной, становятся вздутыми и тонкостенными, почти перепончатыми; яйцевидной или шаровидной формы, с многочисленными продольными жилками, желтовато-бурые или рыжевато-бурые, гладкие, при основании с короткой ножкой, на верхушке с очень коротким, косо срезанным беловато-плёнчатым носиком. Рылец 2. Плодоношение в апреле—июле.

## Распространение и экология
Юг Европейской части России, Центральная Азия. Растёт на пустынных песках.

## Хозяйственное значение
Осока вздутоплодная — наилучшее кормовое пастбищное растение пустынных песков. Истощённый скот на нем быстро поправляется. До конца цветения весьма охотно поедается овцами и козами, немного хуже другими видами скота. Овцы и козы поедают и в увядшем состоянии. Весной, после стравливания, хорошо отрастает. Урожай 2—4 ц/га зелёной травы и 1—2 ц/га сухой.
Растение это, являясь одним из пионеров на развеянных песках, играет крупную роль в их закреплении и превращении их в кормовую площадь.